# Mattia Perin
Mattia Perin (* 10. November 1992 in Latina) ist ein italienischer Fußballspieler, der auf der Position des Torhüters spielt und aktuell bei Juventus Turin unter Vertrag steht.

## Karriere

### Verein
Perin begann seine fußballerische Laufbahn in der Jugend von Pro Cisterna nahe seinem Geburtsort. Nach einem Jahr wechselte er in die Jugend von US Pistoiese und blieb dort zwei Jahre. 2008 nahm ihn der CFC Genua in seine Abteilung auf. Seit 2010 war er Bestandteil des Profikaders und absolvierte ein Spiel im Dress der Rot-blauen.
Um Spielpraxis sammeln zu können, verlieh ihn Genoa in die Serie B zu Calcio Padova, wo er die komplette Saison über spielte. Insgesamt kam er auf 25 Einsätze und landete mit dem Team auf Rang sieben der Tabelle.
Für die Saison 2012/13 wurde Perin vom CFC Genua an den Serie-A-Aufsteiger Delfino Pescara 1936 verliehen. Er avancierte sofort zum Stammspieler und war ein wichtiger Rückhalt im Kampf gegen den Abstieg.
Nachdem mit Gianluigi Buffon der langjährige Stammtorhüter Juventus Turin verlassen hatte, wechselte Perin zur Saison 2018/19 zum amtierenden Meister. Er unterschrieb einen Vertrag mit einer Laufzeit bis zum 30. Juni 2022 und kostete zwölf Millionen Euro Ablöse, die sich um drei Millionen Euro erhöhen kann. Perin konnte sich jedoch nie gegen den ersten Torwart Wojciech Szczęsny durchsetzen und wurde meist in Pokalspielen eingesetzt.
Da im Sommer 2019 Gianluigi Buffon zu Juventus Turin zurückkehrte, sollte Perin zu Benfica Lissabon wechseln, wo er jedoch den Medizincheck nicht bestand. Er blieb somit in Turin und war hinter Wojciech Szczęsny, Gianluigi Buffon und Carlo Pinsoglio nur noch vierter Tormann.
Am 2. Januar 2020 wurde Perin an den CFC Genua verliehen, wo er mit der Mannschaft am letzten Spieltag den Klassenerhalt schaffte.
Im Sommer 2020 kehrte Perin zu Juventus zurück, wurde aber erneut für die Spielzeit 2020/21 an den CFC Genua verliehen. Die Mannschaft schaffte auch dieses Jahr den Klassenerhalt.
zur Saison 2022/23 kehrte Perin wieder zu Juventus zurück. Seitdem ist er dort hinter Szczęsny zweiter Torwart.

### Nationalmannschaft
Perin durchlief ab der U17 alle Jugendteams der Italiener und kam regelmäßig zu Einsätzen. Seit 2010 war er auch Bestandteil der U21-Mannschaft.
2012 wurde er erstmals von Cesare Prandelli in den Kader der A-Nationalmannschaft für das Freundschaftsspiel gegen England am 15. August berufen. Hierbei kam er allerdings nicht zum Einsatz, da Salvatore Sirigu die volle Spielzeit über auf dem Feld stand. Perin gehörte in der Folge regelmäßig zum Kader der Italiener und war auch Teilnehmer der WM 2014, wo er aber ebenfalls nicht zum Einsatz kam. Sein erstes Länderspiel absolvierte er am 18. November 2014 im Freundschaftsspiel gegen Albanien. In der Folge blieb er fester Bestandteil der Squadra Azzurra, verpasste allerdings die Teilnahme an der EM 2016. Erst am 4. Juni 2018 absolvierte Perin sein zweites und bisher letztes Länderspiel gegen die Niederlande. Seine letzte Nominierung erfolgte am 15. März 2019, seither wurde er nicht mehr berücksichtigt.

## Sonstiges
Perin galt als ein hoffnungsvoller Spieler und wurde von vielen bereits mit Gianluigi Buffon verglichen.

## Erfolge
Juventus Turin
- Italienischer Meister: 2018/19
- Italienischer Pokalsieger: 2023/24
- Italienischer Supercupsieger: 2018